# Écorches
Écorches is een gemeente in het Franse departement Orne (regio Normandië) en telt 97 inwoners (2009). De plaats maakt deel uit van het arrondissement Argentan.

## Geografie
De oppervlakte van Écorches bedraagt 9,9 km², de bevolkingsdichtheid is dus 9,8 inwoners per km².
De onderstaande kaart toont de ligging van Écorches met de belangrijkste infrastructuur en aangrenzende gemeenten.

## Demografie
Onderstaande figuur toont het verloop van het inwonertal (bron: INSEE-tellingen).

## Geboren
- Charlotte Corday d'Armont (Ligneries,1768-1793), revolutionair